# Плотнікова Оксана Миколаївна
Плотнікова Оксана Миколаївна (нар. 13 серпня 1971, Путивль, Сумська область, УРСР) — директорка зі стратегічного розвитку ТОВ "Біофарма ПЛАЗМА". Очолювала державне підприємство «Укрпошта», обіймала керівні посади в «Укрзалізниці», Міністерствітранспорту та зв'язку України та  інфраструктури України. Член Спілки аудиторів України та Федерації професійних бухгалтерів та аудиторів України.
2010 року посіла 55-е місце в рейтингу ста найвпливовіших жінок України, складеному журналом «Фокус».

## Біографія
Народилася 13 серпня 1971 року в місті Путивль Сумської області. 1997 року закінчила Харківську державну академію технології та організації харчування за спеціальністю «Економіст».
2006 року отримала другу вищу економічну освіту, закінчивши Київський національний університет імені Тараса Шевченка за спеціальністю «Облік і аудит».

## Професійна діяльність
Упродовж 1989—1992 рр. працювала бухгалтером Комінтернівського оптово-роздрібного плодоовочевого комбінату в Харкові. Протягом 1992— 1994 рр. була головним бухгалтером ТОВ «Серпень». 1994 — 2003 рр.працювала у ТОВ «Міжнародна аудиторська служба», була директором ТОВ «Аудиторська фірма «Пруденс» (Харків).
Протягом 2003— 2007 рр. працювала заступником головного бухгалтера Управління бухгалтерського обліку та звітності, начальником Управління бухгалтерського обліку та звітності, головним бухгалтером дочірньої компанії «Укртрансгаз» національної акціонерної компанії «Нафтогаз України» у м. Києві. 2007—2009 рр. —  була головою правління ВАТ «Біофарма». Упродовж 2009—2010 рр. була заступником директора з фінансово-економічних питань «Укртрансгазу».
У березні 2010 року була призначена на посаду заступника міністра транспорту і зв'язку України. У грудні 2010 року,через реорганізацію міністерства, стала заступником міністра інфраструктури. Звільнена у грудні 2011 року. У березні 2012 року призначена виконуючою обов'язки генерального директора українського державного підприємства поштового зв'язку «Укрпошта». У червні 2013 року склала повноваження в зв'язку з переведенням для подальшої роботи в ДП «Укрзалізниця».
У період з 2013 по 2014 роки обіймала керівні посади на державному підприємстві «Укрзалізниця», займаючись реформуванням і корпоративним розвитком компанії.
З 2014 року - керівниця різних напрямків групи компаній «Біофарма». Зараз[коли?] відповідає за стратегічний розвиток ТОВ «Біофарма Плазма», активно розвиваючи підприємство.

## Нагороди та сертифікати
Нагороджена грамотою ДК «Укртрансгаз» (2006) та відзнакою ДК «Укртрансгаз» (2007).
Нагороджена Грамотою Міністерства інфраструктури України (2012) за активну участь в роботі 25-го Конгресу Всесвітнього поштового Союзу [11].
Нагороджена Почесною Грамотою Кабінету Міністрів України (2013) за вагомий особистий внесок у розвиток поштового зв'язку України.